# Déréalisation
 Mise en garde médicale
La déréalisation (DR est parfois employé) est un état de conscience ou une altération de la perception ou de l'expérience de la réalité qui apparaît comme dissocié ou extérieur à soi. Suivant les cas, les notions d'existence ou de réalité, habituellement ancrées dans la personnalité, peuvent être remis en question. La déréalisation est en quelque sorte l'expérimentation concrète d'un doute métaphysique. Elle n'est pas une maladie à proprement parler. Autrement, il peut s'agir d'un symptôme dissociatif qui peut être vécu lors de périodes de stress intense et prolongé. Certaines pratiques de « méditation » peuvent également provoquer une déréalisation.
La déréalisation est aussi un symptôme retrouvé dans différentes affections psychiatriques plus ou moins sérieuses :
- du syndrome de Kleine-Levin[1] ;
- de l'épilepsie temporale.
- de la consommation de cannabis (voir trouble schizo-affectif)[2]
- de la dépression

La déréalisation est également susceptible de constituer l'une des conséquences à plus ou moins long terme d'une borréliose de Lyme non détectée voire insuffisamment traitée ou prise en charge tardivement,.

## Description
Une patiente victime de déréalisation témoigne ainsi : « Je suis là et pas là. Je suis avec vous, mais ailleurs. C’est comme s’il y avait un voile, une sorte de brume entre le monde et moi. […] ».
La déréalisation est caractérisée par un sentiment de détachement de l'environnement. Le monde extérieur semble irréel ou déformé (sons qui semblent être plus forts ou moins forts qu'ils ne le sont, perception altérée des objets ou des couleurs, perte de notion du temps). Les personnes atteintes peuvent se sentir comme dans un rêve ou dans un brouillard.
La déréalisation implique également des doutes quant à la réalité physique. Or, contrairement aux troubles psychotiques, les personnes atteintes sont conscientes que leurs expériences de détachement ne sont pas réelles, mais une œuvre de leur ressenti.

## Vidéo
- Vidéo sur la déréalisation : https://www.dailymotion.com/video/x8efk8_depersonnalisation-derealisation_news